# گارسیا کوئروو
گارسیا کوئروو (انگلیسی: García Cuervo؛ زادهٔ ۲۴ سپتامبر ۱۹۴۶) بازیکن سابق فوتبال اهل اسپانیا است که در پست دروازه‌بان بازی می‌کرد و بعد از پایان دروازه‌بانی به مربی‌گری پرداخت.